# 대비상망
"대비상망"은 한국에서 제작된 전우열 감독의 1974년 영화이다. 한용철 등이 주연으로 출연하였고 서종호 등이 제작에 참여하였다.

## 출연

### 주연
- 한용철
- 오경아
- 김남일